# 百妖譜
『百妖譜』（ひゃくようふ）は沙羅双樹（シャールオシュアンシュー）による中国の小説。およびそれを原作としたアニメ、漫画、ラジオドラマ。

## 概要
『山海経』に登場する妖怪を題材に、妖怪を専門とした医者「桃夭」と彼女とともにする一行の旅を軸に、人と妖怪、天界との関わりを描く小説。宋時代の中国を舞台にしている。2016年、中国の月刊小説誌「小説館」の創刊号にて連載。7号で休刊したため以降、単行本書下ろしで続行。4巻まで発刊中。2020年、中国の動画配信サイト「bilibili」でアニメ化。日本語字幕版は現在、アニメ版第1期、第2期のみ。

## 各話あらすじ
「灰狐」
太平興国元年（976年）、成都の郊外にて、とある飯屋にやってきた妖怪専門の医者「桃夭」と小坊主「磨牙」。そこは妖怪が人間に化けて人を誘き寄せ餌として食らう妖怪の巣だった。襲い掛かる妖怪を難なくあしらう桃夭に侠客の男が助太刀する。その男は狐の妖怪「灰狐」で桃夭の依頼主だった。

## 登場人物
声優の表記は中国語音声/日本語音声

### メインキャラクター
桃夭（とうよう）
声 - 超双/東山奈央
本作の主人公。妖怪専門の女医者「霊医」。出身は「桃都（とうと）」。赤い服を纏い金鈴を腕に身に付けている。美食と博打を好む。
原作小説で年齢は「14、5歳程」と書かれている。
磨牙（まが）
声 - 常蓉珊/村瀬歩
桃夭と共に旅をしている小坊主。金仏寺で過ごしていた時、窮地を桃夭に救われる。
原作小説で年齢は「6、7歳程」と書かれている。
柳公子（りゅうこうし）
声 - 曹雲図/河西健吾
大蛇の妖怪。普段は人間の姿に化けている。

### ゲストキャラクター
「灰狐」
灰狐（はいぎつね）
声 - 涂小鴉/小林親弘
狐の妖怪。仔狐だったころ、戦時中の兵団に捕られ、襟巻として献上されそうになる。そこを少年に助けられ戦争が終結した後、少年と共に過ごす。少年と別れた後、四十年間の修行を経て人間の姿を得るようになった。
少年
声 - 李蘭陵/峯田大夢
灰狐を助けた少年兵。灰狐と再会する頃には一国の将軍になっていた。
作中で名前は明かされていないが、この少年の素性は趙匡胤に仕えた北宋の将軍、「王全斌」と考察されている。

## アニメ
2020年4月25日に第1期をbilibiliで中国国内独占配信。中国のアニメスタジオ、絵夢中国本社と韓国支部であるハオライナーズコリア、韓国のアニメスタジオ、「CMC MEDIA」の共同制作。第2期以降はCMC MEDIAが制作を引き継ぐ。中国国内にて第3期まで配信されており2024年現在、第4期の製作が決定している。

### スタッフ
- 監督 - 董易（ドン・イー）
- シリーズ構成・脚本 - 春日幽鈴（チュンリーヨウリン）
- キャラクターデザイン - 权恩京（クオン・ウンギョン）、白泰鉉（ペク・テヒョン）
- 総演出監督 - 徐慶緑（ソ・ギョンロク）
- 総作画監督 - クオン・ウンギョン
- 音楽 - 薄彩生（ボー・ツァイション）
- 音響監督 - 皇貞季
- キャスティング協力 - 北斗企鹅工作室
- アニメーション制作 - 絵夢動画、韓国絵夢、CMCMedia

### 日本語版

#### 字幕版
日本語字幕版をホームドラマチャンネルで独占放送。放送後、アマゾンプライムなどで配信。現在2期まで配信中。
スタッフ
- 企画：中野秀紀
- プロデューサー：時墨悠希舞
- 字幕翻訳：小室あかね、鄧謹薦
- 字幕監修：李礼
- 番販：水野加奈子
- 配給：ソニー・ミュージックソリューションズ

#### 吹替版
フジテレビ「b8station」枠、BSフジ「アニメギルド」枠で2024年1月より放送開始。
スタッフ
- 演出︰安藤直子
- 翻訳：本多由枝、林真子、小澤桐
- チーフプロデューサー︰高瀬透子（第1期）
- プロデューサー︰榎本香菜
- 監修︰時墨悠希舞
- 音響制作：東北新社
- 制作：フジテレビジョン

### 主題歌
オープニングテーマ
「善念起」
作詞 - 伍威（ウー・ウェイ）/ 作曲 - 炎羽瑾（イェン・ユージン）/ 編曲 - 鄒頔（ゾウ・ディー）/ 歌 - 李玉剛（リー・ユーガン）
エンディングテーマ
「千年煙」（第1期）
作詞、作曲、編曲 - 薄彩生（ボー・ツァイション） / 歌 - 均均（ジュンジュン）
「星如雨」（第2期）
作詞 - 張汇泉 / 作曲、編曲 - 薄彩生 / 歌 - 龚淑均

### 各話リスト
| 話数   | サブタイトル 中国版/日本版 | 脚本             | 絵コンテ        | 演出                   | 作画監督                                               | 総作画監督     |
| 第1期  | 第1期                      | 第1期            | 第1期           | 第1期                  | 第1期                                                  | 第1期          |
| ------ | -------------------------- | ---------------- | --------------- | ---------------------- | ------------------------------------------------------ | -------------- |
| 第1話  | 灰狐（上）                 | 比比             | 董易            | 李鐘景                 | 李成在、朴英熙、金多福、李德镐、朴允玉、金情銀、姜美愛 | 权恩京         |
| 第2話  | 灰狐（下）                 | 比比             | 董易            | 崔鐘基、金豊德、申起彻 | 金享一、李德镐、朴允玉、金情银、姜美愛                 | 权恩京         |
| 第3話  | 漱金（上）                 | 春日幽鈴         | pagliacci、董易 | 趙勋                   | 李德鎬、朴允玉、金情銀、姜美愛、田鐘民、闵賢淑         | 权恩京、李德镐 |
| 第4話  | 漱金（下）                 | 春日幽鈴、阿洛洛 | pagliacci、董易 | 金明賢、金昌貴         | 韩思美、郑真英、朴思雅                                 | 权恩京         |
| 第5話  | 蜉蝣（上）                 | 宛童             | 徐慶緑          | 申起彻、金豊德         | 安瑞女、申秀变                                         | 权恩京         |
| 第6話  | 蜉蝣（下）                 | 宛童             | 徐慶緑          | 徐慶緑                 | 張寧、金情銀、金惠貞、李思荣、姜美愛、河沇廷           | 权恩京         |
| 第7話  | 慶忌（上）                 | 阿洛洛           | 張予夏、董易    | 徐慶緑                 | 李成在、朴英熙、金明心                                 | 权恩京、李德鎬 |
| 第8話  | 慶忌（下）                 | 阿洛洛           | 郭仲傑、董易    | 徐慶緑                 | 成闷彩、朱闵珠                                         | 权恩京         |
| 第9話  | 乖龍（上）                 | 阿洛洛           | 郑寅            | 徐慶緑                 |                                                        | 权恩京         |
| 第10話 | 乖龍（下）                 | 阿洛洛、春日幽鈴 | 郑寅            | 徐慶緑                 |                                                        | 权恩京         |
| 第11話 | 腾根（上）                 | 宛童             | 郑寅            | 徐慶緑                 |                                                        | 权恩京         |
| 第12話 | 腾根（下）                 | 宛童、春日幽铃   | 郑寅            | 徐慶緑                 |                                                        | 权恩京         |